# Lutter: Essen is’ fertig
Essen is’ fertig ist ein deutscher Fernsehfilm von Jörg Grünler aus dem Jahr 2007. Es handelt sich um den Pilotfilm der Kriminalfilmreihe Lutter.

## Handlung
Rechtsanwalt und Ratsherr Günther Hennings, Verantwortlicher für den Bau eines großen neuen Einkaufszentrums, wird ermordet aufgefunden. Indizien deuten auf einen Zusammenhang mit einem Prozess gegen Norbert Wolleck hin, der aktuell wegen Steuerhinterziehung und Bestechung vor Gericht steht und mit seiner Aussage einflussreiche Bürger der Stadt in Schwierigkeiten bringen dürfte. Da er bereits Drohbriefe erhalten hat, in denen für den Fall seiner Aussage Vergeltung an seiner Familie angekündigt wird, lässt Lutter eine Entführung von Wolleck inszenieren, um ihn von der Verhandlung fernzuhalten und ihm so keine Chance zu einer Aussage zu geben. Erst jetzt informiert ihn Lutter darüber, dass sein Klügelbruder Hennings ermordet wurde und somit auch er in Lebensgefahr schweben dürfte. Lutter setzt auf die Mitarbeit Wollecks, der daran interessiert sein dürfte die Mörder zu finden, um damit auch sich und seine Familie zu schützen. Ein vermeintlich „Essener Kreis“ könnte dahinter stecken, doch Wolleck offenbart, dass dieser Kreis nur eine Erfindung wäre und nicht existiere. So einen logenartigen Zusammenschluss Essener Arbeiter, Einzelhändler und Kaufleute würde es nicht geben. Grund dafür gäbe es aber, denn Hennings Engagement für das neue Einkaufszentrum ging so weit, dass er dafür zahlreiche Stadträte bestochen hatte, damit sie dem „Investtempel“ zustimmen. Gegenwind kam vor allem von Kleinunternehmern, die durch das neue Zentrum in ihrer Existenz bedroht sind. So hatte die Imbissbesitzerin Lissy vor kurzem sogar Selbstmord begangen, weil sie ihren Stand aufgeben sollte. Einer ihrer Sprecher ist der Kleinunternehmer Albert Kampmann, von dem Lutter aber auch keinen konkreten Hinweis zum „Essener Kreis“ bekommt.
Obwohl Wolleck gut versteckt und bewacht gehalten wird, erfolgt auf ihn ein Anschlag durch einen Scharfschützen mit hochmoderner Technik. Als auch der Leiter des Baureferats ermordet wird, sieht Wolleck ein, dass er mit der Polizei kooperieren muss, wenn er aus der Sache lebend herauskommen will. Daher versucht er den russischen Investor Agorow auffliegen zu lassen, der hinter der ganzen Korruptionsaffäre steckt. Lutter ist sich sicher, dass der Scharfschütze ein Auftragskiller von Agorow war, wofür er aber letztendlich keine Beweise finden kann. Es stellt sich sogar heraus, dass es zwei Tatmotive gibt und auch unterschiedliche Waffen. So führt Lutter der Weg zum einen zu Oberstaatsanwalt Rüdiger Althaus, der mit in den ganzen Korruptionsskandal verstickt ist und seinen Mitarbeiter Martin, den Jäger als Täter gewinnen konnte. Jäger gibt allerdings an, niemanden umgebracht zu haben, sondern er sollte Wolleck nur Angst einjagen, weshalb er auch absichtlich danebengeschossen hätte. Zum anderen führt Lutter eine Spur zu Albert Kampmann, der nicht verwinden konnte, dass sich Lissy wegen Hennings und seinen „Konsorten“ umgebracht hatte. Kampmann ist der Meinung, dass einer diese  „habgierigen Karrieristen“  stoppen musste und lässt sich widerstandslos abführen.

## Kritik
Rainer Tittelbach von tittelbach.tv schrieb: „Joachim Król ist der Meister des Verschmitzten, der kleinen Geste, der perfekt platzierten Andeutung. Wer aber meint, Król würde seinen Kriminalhauptkommissar Lutter als Leisetreter geben, als Mann ohne Eigenschaften, der sieht sich getäuscht. Alexander Lutter ist ein Profi, einer, der anpackt, der Ideen hat und der notfalls auch schon mal mit der Waffe schneller sein kann als mit dem Kopf. Und Lutter hat ein Herz für die kleinen Leute – und liebt Fußball.“
Kino.de befand: „In Zeiten, in denen die Duisburger Krimilegende Schimanski langsam aber sicher dem wohlverdienten Ruhestand entgegensteuert und das Ruhrgebiet als Krimi-Schauplatz ins Hintertreffen zu geraten droht, kommen Network Movie und das ZDF mit der neuen Reihe ‚Lutter‘ gerade recht.“ „Joachim Król spielt die Hauptrolle als Hauptkommissar Alex Lutter und erweist sich als Idealbesetzung: Kauzig, humorvoll und mit authentischer Ruhrgebietssprache gibt er den Ermittler, der gerne auch mal zu unkonventionellen Methoden greift. Nach etwas zurückhaltenden ersten 20 Minuten nimmt Lutters erster Fall, […] rechtzeitig Fahrt auf.“ „Spannend, aber ohne spektakuläre Verfolgungsjagden und Gewaltszenen, entwickelt sich die Handlung. Die Stärken von ‚Lutter‘ liegen eindeutig auf der Dialogseite.“ „Die gezeigten Bilder der Großstadt Essen ergehen sich wohltuenderweise nicht in Ruhrgebiets-Klischees.“
Für die Kritiker der Fernsehzeitschrift TV Spielfilm bot Essen is’ fertig einen „schnurrigen Tonfall“, „Tempo“ und „Sprüche“ seien „in Ordnung“, wenngleich der Krimi „etwas wirr erzählt“ werde. Nichtsdestotrotz bewerteten sie den Film mit einem Daumen nach oben.
Der Filmdienst meinte dagegen etwas abfällig: „Seltsam steif inszeniert, ohne großen Schwung gespielt.“